# Campephaga petiti
Campephaga petiti là một loài chim trong họ Campephagidae.